# George Morfogen
George Morfogen (* 30. März 1933 in New York City, New York; † 8. März 2019 ebenda) war ein US-amerikanischer Schauspieler und Filmproduzent.

## Leben
Morfogen begann seine schauspielerische Karriere relativ spät, seinen ersten Auftritt hatte er 1972 als Chefkellner in der Peter-Bogdanovich-Komödie Is’ was, Doc?, mit der er später noch bei einigen Filmprojekten zusammenarbeitete. Den ersten größeren Auftritt hatte Morfogen als Eugenio in Bogdanovichs Romanze Daisy Miller. Darauf folgten weitere Nebenrollen in zahlreichen Filmen. Seinen größten Auftritt hatte er als Bob Rebadow in der Gefängnisserie Oz – Hölle hinter Gittern. Dort war er in 56 Episoden einer der Hauptdarsteller neben Ernie Hudson, Dean Winters und Terry Kinney. Seine Figur Bob Rebadow verkörpert den ältesten Insassen im Oswald Maximum Security Penitentiary.
Morfogen war zwischen 1979 und 1988 auch als Produzent tätig: er produzierte die vier Filme Saint Jack, Sie haben alle gelacht, Die Maske und Die Unschuld der Molly mit, bei denen jeweils Peter Bogdanovich die Regie führte. 
2015 hat eine Dokumentation namens The Austin Pendleton Project über den Schauspieler Austin Pendleton unter anderem auch über George Morfogen berichtet.

## Filmografie (Auswahl)
- 1972: Is’ was, Doc? (What’s Up, Doc?)
- 1973: Webster ist nicht zu fassen (The Thief Who Came to Dinner)
- 1974: Daisy Miller
- 1980: Deine Lippen, deine Augen (Those Lips, Those Eyes)
- 1980: Times Square - Ihr könnt uns alle mal (Times Square)
- 1981: Sie haben alle gelacht (They All Laughed)
- 1984: Die Herzensbrecher (Heartbreakers)
- 1986: Tödliches Geschäft (A Deadly Business) (Fernsehfilm)
- 1993: Twenty Bucks - Geld stinkt nicht - oder doch? (Twenty Bucks)
- 1996: The Substance of Fire
- 1998: Charlie Hoboken
- 1991–2000: Law & Order (Fernsehserie)
- 1997–2003: Oz – Hölle hinter Gittern (Fernsehserie)
- 2006: Waltzing Anna
- 2014: Broadway Therapy (She’s Funny That Way)

### Produzent
- 1979: Saint Jack
- 1981: Sie haben alle gelacht (They All Laughed)
- 1985: Die Maske (Mask)
- 1988: Die Unschuld der Molly (Illegally Yours)